# Cowon
Cowon Systems, conocida simplemente como "Cowon 3d" y en ocasiones también como "iAudio", es una empresa surcoreana dedicada principalmente a la fabricación de reproductores multimedia portátiles especialmente orientados a la reproducción de música (DAPs).
Está considerada por los expertos como una de las marcas que ofrece mejor calidad de sonido, si bien no está apenas extendida entre el usuario medio. La marca es famosa por sus reproductores portátiles Cowon A5, Cowon V5, Cowon O2, entre otros.
En su comercialización, Cowon distingue entre "reproductores de MP3" y "reproductores de medios portátiles", donde estos últimos son más grandes y se centran más en la reproducción de video. Las categorías difieren ligeramente entre la página principal coreana y la global.
Todos los productos Cowon se fabrican en Corea del Sur.